# Manuel Toro
El bachiller Manuel Toro y Ocampo fue uno de los promotores del movimiento revolucionario del 25 de mayo de 1809 en Chuquisaca.

## Biografía

### La revolución de 1809
En la jornada del 25 de mayo, Toro fue uno de los principales líderes de la población amotinada junto con los hermanos Zudáñez y los Lemoine, Bernardo Monteagudo, Sivilat, etc.
En sus inicios, y tal como era percibido en aquella época al menos en el Río de la Plata e incluso por muchos de sus protagonistas, el movimiento da Chuquisaca no tenía por objeto la independencia sino que por el contrario era inspirado por una ciega adhesión a la causa del rey Fernando VII de España y rechazo al enemigo tradicional, Portugal, y la política de los carlotistas. No obstante muchos sí aspiraban a avanzar hacia la independencia, entre ellos Antonio Paredes, Mariano Michel Mercado, José Benito Alzérreca, José Manuel Mercado, Juan Antonio Álvarez de Arenales, los hermanos Gregorio García Lanza y Manuel Victorio García Lanza, Bernardo Monteagudo, etc.
Con ese objeto disimulado se enviaron emisarios a distintas ciudades: supuestamente con el objeto de transmitir sus leales intenciones para con Fernando VII y llevar a cabo tareas encomendadas por la Real Audiencia de Charcas tenían por misión fomentar los sentimientos independentistas entre los habitantes de otras ciudades.
Bernardo Monteagudo fue enviado a Potosí y Tupiza, con la misión de fomentar la sublevación, interceptar el correo realista entre Buenos Aires y Lima, y de triunfar el movimiento, proseguir a Buenos Aires.
Joaquín Lemoine y Eustaquio Moldes partieron a Santa Cruz de la Sierra y como comisionado en San Salvador de Jujuy se contaba con Teodoro Sánchez de Bustamante, en Salta con Mariano Serrano, en Tucumán con Mariano Sánchez de Loría y en Buenos Aires con el antiguo estudiante Mariano Moreno.
A Cochabamba salieron a principios de junio Mariano Michel Mercado, Tomás Alzérreca y Antonio Paredes que viajaba a Lima como agente revolucionario y portador de los documentos para el virrey Abascal y la Real Audiencia de Lima, mientras que para la misión en La Paz fueron elegidos en un primer momento el vecino Gregorio Jiménez y el bachiller Manuel Toro y Ocampo.
El 28 de mayo al alba salieron para cumplir su comisión de delegados de la Real Audiencia gobernadora ante las autoridades de La Paz, para las que llevaban sus correspondientes Reales Provisiones. Si bien su estancia en aquella ciudad no duró mucho tiempo, la falta de noticias despertó recelos en Chuquisaca, por lo que habiendo regresado Mariano Michel Mercado de su encargo en Cochabamba la Audiencia gobernadora decidió enviarlo acompañado de su hermano Michel y Antonio Paredes. Antes del mes de iniciado su encargo, el 25 de junio de 1809, Toro y Jiménez se encontraban de regreso en Chuquisaca y prestaban declaración ante el oidor Ussoz en un sumario iniciado por la Audiencia. 
Mientras que la misión de Toro fracasó, la de los hermanos Mercado fue un éxito. En Sicasica, en la ruta a La Paz, se les sumó el cura Antonio Medina. En La Paz ni Medina ni Michel tenían vinculación alguna con los revolucionarios, por lo que fue Paredes quien puso en contacto al comisionado de Charcas y al cura de Sicasica con los conjurados.
Después de un mes Michel regresó a Chuquisaca, y el 16 de julio se produjo un movimiento más radicalizado aún que estableció una junta de gobierno con el nombre de Junta Tuitiva.
Tras el fracaso del movimiento, el mariscal Vicente Nieto, responsable de la represión junto con José Manuel de Goyeneche, envió a Toro a prisión. El 23 de junio de 1810 Nieto tuvo noticias de la revolución en Buenos Aires y tomó medidas para disponer de los detenidos enviando a algunos a Lima y liberando a otros, entre estos últimos a Toro.

### Academia
El movimiento de 1809 y los sucesos posteriores a la Revolución de mayo de 1810 alteraron inevitablemente el funcionamiento de la Academia Carolina y la carrera de sus estudiantes, entre ellos Manuel Toro y Ocampo. Un documento refleja el tratamiento de un reclamo de Manuel Toro al respecto:

"Haviéndose presentado el Bachiller Don Manuel Toro Ocampo ante el Sr. Director exponiendo que con motivo de las prisiones que se executaban en esta ciudad por el finado Presidente Dn. Vicente Nieto, y siendo él, uno de los amenazados; se vio precisado a emprehender una presipitada fuga con abandono de sus estudios, y sin alcanzar antes la correspondiente licencia del Sr. Presidente de esta Real Academia, porque la estrechez del tiempo no le permitia: en esta virtud pidió que atento este justo e inaplazable motivo se le abonasen las faltas que huviere contraido, y que quedando nota en el respectivo libro se le devuelva original el escrito. El expresado Sr.Director corrió vista al Zelador Fiscal; y habiendo sido de dictamen de que se le abonen así en el reemplazo, como en la multa pecuniaria en su consecuencia proveió el auto en el tenor siguiente:
"Plata 28 «de enero de 1811.—Autos: y vistos, con lo expuesto por el Zelador Fiscal: se le abonan las faltas que huviere contraido el Br. Dn. Manuel Toro desde que se aucentó de esta ciudad, hasta la ocasión sin cargo de reemplazo, ni tener de exhibir por ellas la correspondiente multa pecuniaria, atenta la justa causa que expresa, por equidad, y sin ejemplar: quedando únicamente responsable a las que anteriormente resultaren contra él. Y tomándose razón por el Secretario en el respectivo libro, devuélvasele original.—Doctor Iriarte.
Lo asiento en este lugar cumpliendo con lo mandado Hoy 1°. de febrero de 1811.—Manuel Esteban Ponce—Secretario."
Valentín Abecia, Historia de Chuquisaca, Archivo y Biblioteca Nacionales de Bolivia, página 490.